# Ivan Stepanovič Mazepa
Ivan Stepanovič Mazepa (ukr. Іван Степанович Мазепа); (Ukrajina, Bila cerkva, 1639. - Moldova, Bendery, 1709.); je visoko školovan ukrajinski plemić, hetman kozačke vojske lijevoobalne Ukrajine koja se nakon ustanka hetmana Bogdana Hmeljnickog i sklopljenog Perejaslavskog sporazuma našla pod protektoratom Moskovske države i moskovskog cara.
Mazepa se školovao u najprestižnijim sveučilištima zapadne Europe. Njegov kulturni dopirnos ima poseban značaj za kasno srednjovjekovlje Ukrajine i bivšeg Ruskog Imperija. Doprinos hetmana Ivana Mazepe za Ukrajince ima posebnu važnost jer simbolizira neovisnost ukrajinskog naroda pred invazijom širenja Moskovske države i asimilacije mnogobrojnih okolnih naroda. 
Zbog povjesnih političkih okolnosti Mazepi donedavno nije posvećena prikladna pozornost koju zaslužuje kao istaknuta povijesna ličnost u Ukrajini, ali i Europi. Vrlo slabo je poznat njegov izniman kulturno-umjetnički doprinos koji je generalno značajan za crkvenu kulturu istočne Europe. U Mazepino vrijeme stvara se unikatan ukrajinski kozački barok, a ukrajinska arhitektura i kultura općenito tada nakon dužeg vremena postaju ponovno prepoznatljivi na europskim dvorovima.

## Povijesne kontroverze
Uvidjevši nezainteresiranost moskovskog cara za kulturno-političku zaštitu prostora zapadne Ukrajine koji su kontrolirali Poljaci, Ivan Mazepa je u savezništvu sa švedskim kraljom Karlom XII. pokušao uspostaviti posve neovisnu Ukrajinu-Rus' koja je trebala obuhvatili ukrajinsku lijevu i desnu obalu Dnjepra. 
Nakon što su Mazepini kozaci i švedska vojska izgubili bitku kod Poltave 1709. godine, Mazepa je od ruskog odnosno tada još moskovskog cara proglešen izdajnikom ukrajinskog naroda koji je htio vratiti Ukrajince pod vlast Poljske, no to je u biti bila obmana i sustavna propaganda kako bi se pridobilo mnogoborojne kozačke snage na lijevoj obali Dnjepra. 
U ruskoj carskoj i sovjetskoj historiografiji hetman Ivan Mazepa često je okarakteriziran kao izdajnik ruskog cara Petra I. i cjelokupnog ruskog i ukrajinskog naroda upravo radi svojeg iznimnog proukrajinskog utjecaja i nakon njegove smrti. Često ga se pokušavalo predstaviti kao nemoralnog čovjeka pa čak i kroz velika umjetnička djela poput njemu zlonamjerno posvećene opere Petra Čajkovskog. Lažne i degutantne teze o Ivanu Mazepi nastojale su se prenositi duži niz desetljeća pa čak i izvan granica Ruskog Imperija čemu su se Ukrajinci često odupirali.
Ukrajinski povjesničari u sovjetskoj Ukrajini uvijek su bili suzdržani u analizi djela i doprinosa Ivana Mazepe, a nakon 2004. godine izašao je veći broj knjiga na ukrajinskom jeziku u kojima ga se promatra isključivo kao pozitivnog ukrajinskog plemića koji se na kompleksan i nezahvalan način borio za ukrajinsku neovisnost. Posebno je važan njegov kulturni doprinos i izgradnja mnogih ukrajinskih crkvi i katedrala poput onih u Kijevo-pečerskoj lavri ili primjerice katedrale sv. Mihajla.

## Kulturni i politički doprinos
Ivan Mazepa je predstavljao obrazovanog ukrajinskog plemića koji je prethodno ratovao pod zapovjedništvom ukrajinskog hetmana Petra Dorošenka, a kasnije pod zapovjedništvom ukrajinskog hetmana Ivana Samojloviča. Nakon dolaska na političku funkciju, prvih nekoliko godina prihvaća nasljeđenu politiku pod protektoratom Moskve te obnavlja i gradi mnoge pravoslavne crkve i manastire u Ukrajini. Gradi prestižan utjecaj na dvoru u Moskvi, posebno radi svojeg boljeg obrazovanja stečenog u zapadnoeuropskim naprednim krugovima. 
Literatura, umjetnost i arhitektura poznatog ukrajinskog baroknog stila, procvjetala je u vrijeme njegovog predvodništva što se nadovezalo na ugledan procvjetali rad Kijevsko-mogiljanske akademije, prvog ukrajinskog visokog sveučilišta. Moskva je tijekom 17. i 18. stoljeća doslovce upijala napredne kulturno-političke vrijednosti zapadne Europe često preko ukrajinskih plemića, koji razvoju budućeg Ruskog Imperija daju poseban značaj. 
Ivan Mazepa je u samom početku nastojao stabilizirati društvene odnose na prostoru ukrajinske Zaporoške Republike i ostatka Ukrajine kako bi se postigla potrebna sinergija koja će omogućiti bolje političke i socijalne uvjete za ukrajinsko stanovništvo. Prilikom tih nastojanja nailazio je na otpor neovisnih Zaporoških kozaka i njihovog zapovjednika Petra Ivanenka, koji se nije želio postaviti pod protektorat Moskve pa makar i pod cijenu suradnje s Krimskim Tatarima. 
Takva politika u središtu Ukrajine, Moskvu je tjerala da dodatno zaoštri političke odnose, a ukrajinsko stanovništvo pod tuđim protektoratom polako je gubilo prava stečena tijekom prethodnih ustanaka i ratova s poljskom vlašću. Između 1693. i 1696. izbilo je nekoliko novih kozačkih ustanaka, a Mazepa pokušava izbalansirati odnose između pobunjenih kozaka i Moskve regrutirajući snažne kozačke trupe u ratu protiv Turske i drugih neprijatelja Moskve, poput Poljske. 
U svom diplomatskom radu, Mazepa je poljsku okupaciju zapadne Ukrajine želio istakunti kao ozbiljan problem s kojim se Moskva mora suočiti, no taj mu naum iz objektivnih razloga nije pošao za rukom. Unatoč svim diplomatskim naporima Mazepe, carska politika vršila je sve jači društveni i drugi pritisak na ukrajinskim prostorima. Uslijedila su preseljavanja iz istočne u zapadnu Ukrajinu gdje su također dizani povremeni ustanci protiv Poljaka, s ciljem da se pokuša uspostaviti ukrajinska nezavisnost. 
Unatoč svim trzajima Ukrajinci se u sljedećem razdoblju počinju suočavati s potpunim gubitkom svih formi državnosti. Nakon izgubljene bitke kod Poltave 1709., Mazepa je umro u progonstvu, kod Benderya (Moldova) koji se nalazio u sklopu osmanske kontrole, a Ukrajina-Rus' je postepeno posve integrirana u Ruski Imperij, kulturno, vjerski i politički. 

## Vanjske poveznice
- Stranice posvećene ukrajinskom velikanu Ivanu Mazepi  Arhivirana inačica izvorne stranice od 11. svibnja 2021. (Wayback Machine)
- Galerija slika ukrajinskih katedrala i crkvi izgrađenih ili obnovljenih za vrijeme Mazepe